# Roberto Aguayo
Roberto Aguayo (Mascotte, 17 maggio 1994) è un giocatore di football americano statunitense che milita nel ruolo di kicker nella National Football League (NFL).

## Biografia

### Tampa Bay Buccaneers
Al college, Aguayo giocò a football con i Florida State Seminoles dal 2012 al 2015, vincendo il campionato NCAA nel 2013. Fu scelto nel corso del secondo giro (59º assoluto) nel Draft NFL 2016 dai Tampa Bay Buccaneers. Fu il primo kicker scelto nel secondo giro da Mike Nugent nel 2005. Dopo un inizio stentato, anche a causa della pressione determinata dall'insolitamente alta scelta nel draft, Aguayo trovò maggior precisione nel prosieguo della stagione, giungendo ad essere premiato come miglior giocatore degli special team della NFC per le gare della settimana 11. Tuttavia, Aguayo concluse la sua prima annata con la peggior percentuale di realizzazione tra i kicker con almeno 5 tentativi.
Prima della stagione 2017, i Buccaneers firmarono Nick Folk per competere con Aguayo. Dopo avere sbagliato un field goal da 47 yard e un extra point nella prima gara di pre-stagione, il 12 agosto 2017 fu svincolato.

### Chicago Bears
Il 13 agosto 2017, Aguayo firmò con i Chicago Bears. Il 2 settembre 2017 fu svincolato.

## Palmarès
- Giocatore degli special team della NFC della settimana: 1

11ª del 2016

## Statistiche
| Partite totali       | 10 |
| Field goal segnati   | 13 |
| Field goal tentati   | 18 |
| Field goal più lungo | 43 |